# Campionati mondiali di tiro al bersaglio mobile 1981
I campionati mondiali di tiro 1981 furono la settima edizione dei campionati mondiali di questo sport e si disputarono a Lomas de Zamora, vicino alla capitale argentina di Buenos Aires.

## Risultati

### Uomini

#### Bersaglio mobile
| Evento              | Oro                                                                                 | Oro       | Argento                                                              | Argento   | Bronzo                                                              | Bronzo    |
| Evento              | Atleta                                                                              | Risultato | Atleta                                                               | Risultato | Atleta                                                              | Risultato |
| 50m                 | Thomas Pfeffer                                                                      | 590       | Alexéi Rudnitski                                                     | 587       | Tibor Bodnár                                                        | 587       |
| 50m a squadre       | Unione Sovietica Igor' Sokolov Aleksei Rudnickiy Vladimir Ivanchijin Juri Kadenatsi | 2341      | Ungheria Tibor Bodnár András Doleschall Zoltan Keczeli Kalman Kovacs | 2315      | Svezia Lars Ivarsson Harry Johansson Johnny Modigh Thomas Hagelberg | 2294      |
| Misto 50m           | Alexéi Rudnitski                                                                    | 391       | Vladimir Ivanchijin                                                  | 391       | Tibor Bodnár                                                        | 389       |
| Misto 50m a squadre | Unione Sovietica Igor' Sokolov Alexéi Rudnitski Vladimir Ivanchijin Juri Kadenatsi  | 1550      | Ungheria Tibor Bodnár András Doleschall Zoltan Keczeli Kalman Kovacs | 1533      | Cina Yu Jiping Chu Gang Zhongyuan Wang Yili Xie                     | 1533      |

## Medagliere
Nazione ospitante
| Posiz. | Nazione          | Oro | Argento | Bronzo | Totale |
| ------ | ---------------- | --- | ------- | ------ | ------ |
| 1      | Unione Sovietica | 3   | 2       | 0      | 5      |
| 2      | Germania Est     | 1   | 0       | 0      | 1      |
| 3      | Ungheria         | 0   | 2       | 2      | 4      |
| 4      | Svezia           | 0   | 0       | 1      | 1      |
| 4      | Cina             | 0   | 0       | 1      | 1      |